# Casa de Cultură din Suceava
Casa de Cultură din Suceava, cunoscută anterior sub denumirea de Centrul de creație și cultură socialistă „Cântarea României” al sindicatelor, este o clădire cu arhitectură în stil brutalist, construită în perioada 1965–1969 în centrul municipiului Suceava pentru a servi ca lăcaș de cultură al sindicatelor din oraș. În prezent, ea se află situată pe strada Ștefan cel Mare nr. 20A, în Piața 22 Decembrie.

## Istoric
Actuala Casă de Cultură a municipiului Suceava a fost construită între anii 1965–1969, fiind inaugurată la data de 3 august 1969, cu prilejul celui de-al X-lea Congres al Partidului Comunist Român. Edificiul a fost ridicat în partea de vest a Pieței 23 August (astăzi Piața 22 Decembrie), spațiu public configurat în perioada comunistă și apărut ca urmare a sistematizării centrului orașului. Clădirea a fost proiectată de Nicolae Porumbescu (1919–1999), figură proeminentă a arhitecturii românești, fondator al Școlii de Arhitectură din Iași și autor al unui număr impresionant de clădiri civice și publice din perioada anilor 1960–1990. Pe lângă Casa de Cultură, acesta a mai proiectat alte două edificii din Suceava: Casa de Oaspeți și Vila Pavel-Cristea din strada Cireșilor nr. 1.
Un moment important în evoluția profesională a arhitectului Nicolae Porumbescu a fost mutarea sa la Suceava în 1965, unde și-a redescoperit atracția pentru sculptura în lemn, manifestată în copilărie. Din acel moment, arhitectura sa a inclus elemente specifice construcțiilor tradiționale din lemn, supradimensionate și realizate din beton armat, integrându-se curentului brutalist. Această inovație i-a adus în egală măsură laude și critici. Primele sale proiecte reprezentative realizate în această manieră au fost Casa de Cultură și Casa de Oaspeți de la Suceava, respectiv Casa de Cultură din Baia Mare. În 1996 lui Nicolae Porumbescu i-a fost conferit titlul de cetățean de onoare al municipiului Suceava, arhitectul petrecându-și ultimii ani de viață în acest oraș.
Pe peretele lateral din partea stângă a Casei de Cultură a fost amplasat în anul 1973 un mozaic parietal cu titlul „Cântarea Țării de Sus”, realizat de un colectiv de pictori format din Constantin Crăciun, Constantin Berdilă, Paul Gherasim și Mihai Horea. Mozaicul are o suprafață de 14,12x31,50 metri, este realizat din piatră și marmură pe un perete cu o suprafață accidentată și are o compoziție nonfigurativă, relevată de o cromatică discretă ce apelează la tonuri estompate (ocru, gri, galben, brun, alb, negru).

Statuia lui Petru Mușat și mozaicul parietal „Cântarea Țării de Sus” de pe peretele Casei de Cultură (2009)

În 1999, la 30 de ani de la inaugurare, istoricul Ioan Cocuz a publicat o monografie a Casei de Cultură a Sindicatelor din Suceava, avându-l consilier editorial și redactor de carte pe scriitorul Nicolae Cârlan. Clădirea a beneficiat de o serie de îmbunătățiri la interior și la sistemul de încălzire, în baza unui parteneriat prin care au fost alocate fonduri de la bugetul local în schimbul dreptului de a utiliza sălile de spectacole, pentru câteva evenimente pe an. În 2000 au fost executate reparații capitale la hidroizolația acoperișului. În noiembrie 2024, aspectul edificiului a fost readus la starea sa inițială prin îndepărtarea tuturor panourilor publicitare montate pe fațadă și prin desființarea terasei exterioare a restaurantului ce funcționa la parter.
În prezent, Casa de Cultură din Suceava se află în proprietatea Asociației Naționale a Caselor de Cultură ale Sindicatelor din România (ANCCSR), organizația ce deține cea mai largă rețea de săli de spectacole și conferințe din țară, având 51 de filiale în aproape toate județele, atât în reședințele de județ, cât și în alte orașe. În anul 2004 a existat o încercare la nivel național de preluare a caselor de cultură la primării, printr-o ordonanță de urgență semnată de prim-ministrul Adrian Năstase, însă s-a revenit deoarece proprietari erau sindicatele și nu exista bază legală.
În 2012, la solicitarea autorităților locale, Direcția Județeană pentru Cultură Suceava a inițiat procedura de clasare în regim de urgență a Casei de Cultură ca monument istoric de categorie B. În sprijinul inițiativei de înscriere a clădirii pe lista monumentelor istorice, au fost aduse ca argumente, printre altele, valoarea arhitecturală a edificiului (evidențiat în planul urbanistic al zonei centrale a Sucevei), faptul că este opera unui cunoscut arhitect și prezența în numeroase studii și lucrări de specialitate, printre care Istoria arhitecturii în România a profesorului Gheorghe Curinschi Vorona. Cu această ocazie, Aurel Buzincu, șeful Direcției pentru Cultură, Culte și Patrimoniu Suceava, a declarat: „La solicitarea Primăriei, în numele unui grup de arhitecți, s-au declanșat procedurile de clasare, ceea ce înseamnă că, timp de 12 luni de aici încolo, până la finalizarea dosarului, clădirea are statutul de monument istoric clasat, conform legii. Sperăm ca în acest timp să nu întâmpinăm greutăți din partea proprietarului, iar dosarul să ajungă și să treacă de Comisia Națională a Monumentelor. Casa de Cultură este un monument arhitectonic important și ilustrativ pentru o epocă și este proiectul unui mare și prețuit arhitect.” Mai mult decât atât, exista în plan obținerea statutului de monument istoric și pentru alte clădiri din Suceava ce datează din aceeași perioadă cu Casa de Cultură: corpul A al Universității „Ștefan cel Mare”, Hotelul „Arcașul”, cât și fosta reședință a lui Nicolae Ceaușescu – Casa de Oaspeți – construită în 1966–1967 într-un cadru natural deosebit, la circa un kilometru de centrul orașului, în apropierea Cetății de Scaun. În cele din urmă, demersul de clasare a Casei de Cultură a fost sistat în urma refuzului venit la finalul anului 2013 din partea proprietarilor.

## Arhitectură

Casa de Cultură văzută din Piața 22 Decembrie (2013)

Edificiul, cu funcționalitate precisă, bine conturată, reprezintă prin stil și structură o realizare de vârf a constructorilor suceveni. Realizată după proiectul arhitecților Nicolae Porumbescu, Maria Porumbescu-Vaida, Dan Sergiu Hanganu și T. Dumitrașcu, clădirea are la bază același program ca și alte case de cultură din România realizate în epoca socialistă, fiind asemănătoare cu cea a municipiului Baia Mare, atât ca plan, cât și în plastica arhitecturală. Datorită poziției sale urbanistice și prestanței expresiei plastice, Casa de Cultură din Suceava a devenit una dintre cele mai reprezentative clădiri ale orașului. Ea are trei etaje, parter, demisol plus mansardă. Conceptul volumetric pleacă de la un studiu aprofundat al formelor arhitecturii moldovenești vechi și le transpune în noile tehnici constructive și materiale, încercând să valorifice creația populară și să transmită identitatea locală în modernismul socialist românesc.
Îmbinarea voleurilor executate din piatră și ciment cu dantelăriile lucrate în lemn creează un decor ce combină în mod fericit arhitectura tradițională cu cea contemporană brutalistă. Soluționării interioarelor în ideea continuității spațiale îi corespunde o plastică de exterior la care concură trei elemente: tehnica contemporană a betonului armat, tectonica tradițională ca expresie a sistemului stâlp-grindă, la care se adaugă reminiscențe formale ale contraforților și zidurilor pictate ale arhitecturii moldovenești și procedeul meșteșugăresc al prelucrării manuale a tencuielilor de ciment alb. Autorii creează un ordin de beton armat, rezultatul transfigurării arhitecturii populare de lemn. Interiorul este grandios, iar plastica arhitecturală a fațadei, unitară în ansamblu, este variată în detalii și însuflețită atât printr-un joc subtil de umbre și lumini prilejuit de distribuirea ritmică a unei serii de panouri zimțate, cât și prin armonia formelor și culorilor elementelor mici, de detaliu.
La interior, clădirea Casei de Cultură cuprinde o sală de spectacole (cu 732 de locuri), o sală de conferințe (cu 180 de locuri), trei săli pentru expoziții, o sală studio (cu 260 de locuri), două foaieruri de recepție, o sală de orchestră, o sală de balet, cabine pentru actori, o sală pentru discotecă, săli pentru diferite cercuri și cursuri tehnico-aplicative, bibliotecă cu sală de lectură, cabine de proiecție.

## Funcționalitate
De-a lungul timpului, Casa de Cultură a Sindicatelor a mijlocit sucevenilor posibilitatea de a se întâlni cu diferite ansambluri și formații artistice profesioniste aflate în turnee, precum și cu numeroase echipe de amatori din orașul și județul Suceava. Pe scena sa au evoluat mari actori de teatru, orchestre de filarmonici, trupe de dansatori și s-au desfășurat importante concursuri, dintre care se distinge Concursul național de interpretare instrumentală „Lira de Aur”. De asemenea, sub egida Casei de Cultură din Suceava au avut loc reprezentațiile Teatrului de păpuși „Țara Legendelor”, condus de regizorul Adrian Badiu.
Până la Revoluția din 1989, în spațiile oferite de impunătoarea clădire din piața centrală a orașului și-au desfășurat activitatea formații artistice de amatori ca Teatrul popular „Matei Millo” (înființat în 1975), Teatrul popular pentru tineret (fondat în 1985), Corul de cameră „Voces Bucovinae” (1970), Formația de muzică ușoară „Ethos”, formații de dans modern și clasic etc. Tot aici, au funcționat diverse cenacluri și cercuri literar-artistice precum: Studioul de poezie „Albatros”, Cercul de arte plastice, Cercul foto, Cineclubul Nord-Film, Cercul rebusiștilor „Cetatea”, Cenaclul „Ridendo” al umoriștilor, Cercul de instrumente muzicale, Cenaclul de artă științifico-fantastică „Cosmos”, Clubul de jazz coordonat de Anca Parghel etc.
Numele Casei de Cultură din Suceava este strâns legat de cel al Ansamblului artistic „Ciprian Porumbescu”. Înființat în 1953 printr-o hotărâre a Consiliului de Miniștri, renumitul ansamblu sucevean de cântece și dansuri populare a început să funcționeze din anul 1954, inițial fiindu-i atribuit ca sediu vechiul imobil al comunității poloneze din oraș (clădirea Dom Polski). După inaugurarea Casei de Cultură, s-a mutat în noua locație, unde a rămas vreme de circa două decenii. După alte trei decenii, în aprilie 2021 Ansamblul „Ciprian Porumbescu” a revenit în vechiul său sediu, respectiv în spațiile Casei de Cultură.
În prezent, în sălile Casei de Cultură se organizează spectacole de muzică (ușoară, folclorică sau clasică), de balet sau de teatru, discotecă, expoziții de fotografie, pictură și sculptură, proiecții de filme, conferințe etc.